# Кемпф, Вернер
Вернер Кемпф (нем. Werner Kempf; 9 марта 1886 — 6 января 1964) — немецкий военный деятель, генерал танковых войск (1.04.1941) вермахта. Участник Первой и Второй мировых войн.

## Биография
После окончания Первой мировой войны остался в рейхсвере. 1 октября 1937 года принял командование 4-й танковой бригадой.

## Вторая мировая война
Во время Польской кампании командовал танковой дивизией, носящей его имя, в состав которой входили также соединения полка СС «Дойчланд», артиллерийский полк, разведывательный и связной батальоны.

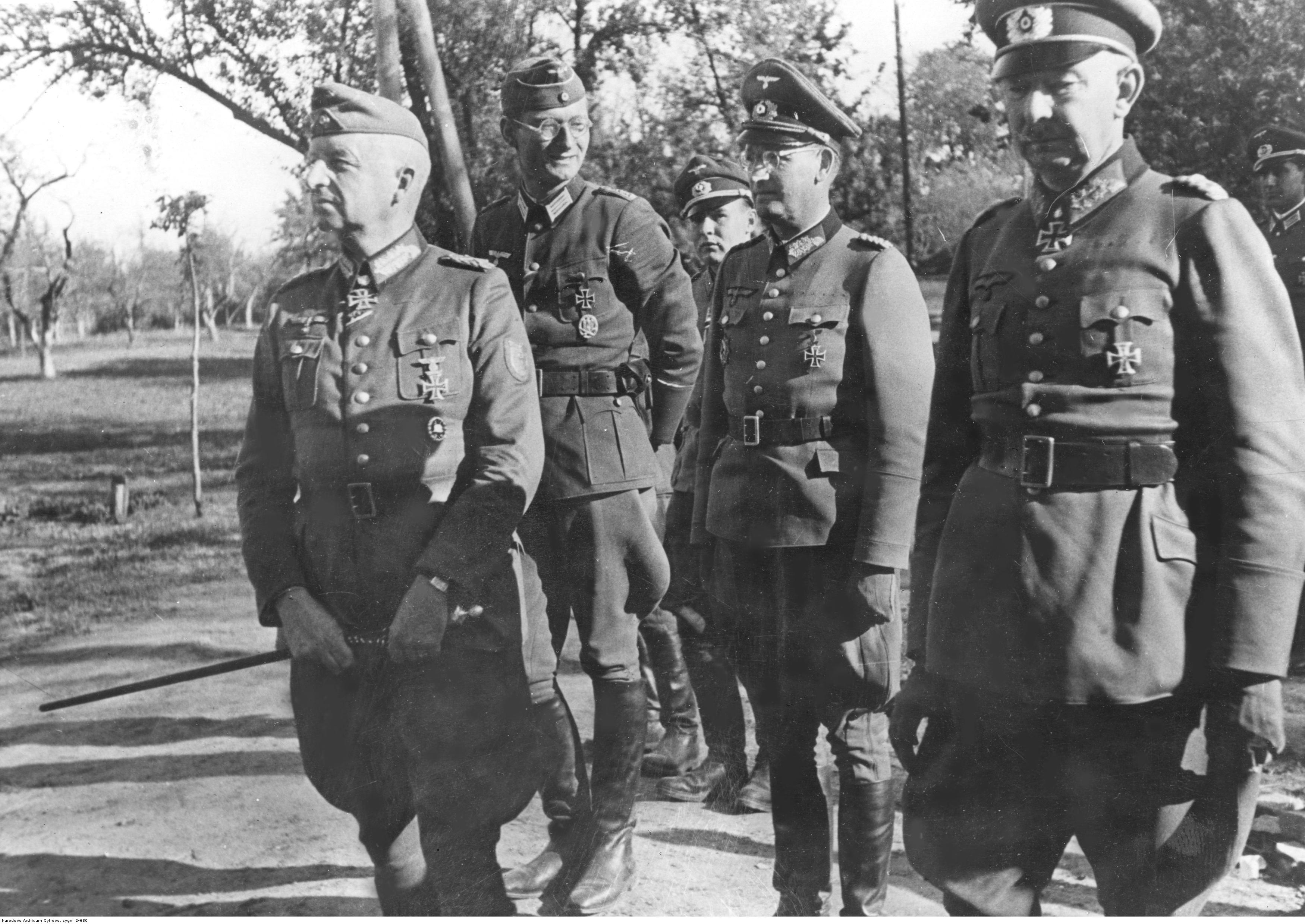
Фельдмаршал Э. фон Манштейн (крайний слева) и генерал В. Кемпф (крайний справа) инспектируют войска. Июнь 1943

С 1 октября 1939 года по 5 января 1941 года — командир 6-й танковой дивизии в составе 41-го моторизованного корпуса Георг-Ганса Рейнгардта. Участник Французской кампании. Особенно отличился при форсировании Мааса, когда полностью уничтожил 102-ю французскую дивизию. 16 мая 1940 года неожиданным ударом уничтожил следующую на железнодорожных платформах 2-ю бронетанковую дивизию. 3 июня 1940 года награждён Рыцарским крестом.
С 6 января 1941 по 31 января 1942 года — командир 48-го танкового корпуса. Вместе с корпусом воевал на советско-германском фронте в составе 1-й танковой группы генерала Эвальда фон Клейста. Принял участие в окружении советской группировки у Киева.
10 августа 1942 года награждён дубовыми листьями к рыцарскому кресту.
17 февраля 1943 года сменил генерала горнострелковых войск Ланца на посту командующего армейской группировкой (нем. Armeeabteilung Lanz), действовавшей в районе Харькова. C 21 февраля 1943 эта группировка стала официально называться Армейской группой Кемпфа (нем. Armeeabteilung Kempf). Командуя этой группировкой, провёл в марте успешную операцию под Харьковом.
Армейская группа Кемпфа приняла активное участие в операции «Цитадель», нанося вспомогательный удар против войск 7-й гвардейской армии генерала М. С. Шумилова. Поставленных перед нею задач АГ «Кемпф» не выполнила: за незначительное вклинение в советские оборонительные рубежи она заплатила потерей почти всех своих танков и большей части артиллерии, утратив наступательные возможности. В июле-августе вёл упорные оборонительные бои после провала наступления (Белгородско-Харьковская операция). На базе армейской группы 30 июля 1943 года была сформирована 8-я армия и Кемпф был назначен её первым командующим. Однако 16 августа 1943 года, когда советские войска прорвались на окраины Харькова и падение города стало неизбежным, Кемпф был смещён со своего поста.
Неудачные военные действия на южном фасе Курской дуги тяжело отразились на карьере Кемпфа. Он оставался в командном резерве до весны 1944, а потом назначался только на периферийные участки Восточного фронта.
С 6 октября по 4 декабря 1944 года командовал войсками в Вогезах (Франция).
После перенесённого сердечного приступа с декабря 1944 года в отставке.
Умер 6 января 1964 в Бад-Гарцбурге.

## Награды
- Железный крест 2-го класса (15 сентября 1914) (Королевство Пруссия)
- Железный крест 1-го класса (28 февраля 1916)
- Орден «За военные заслуги» 4-го класса с мечами  (Королевство Бавария)
- Крест Фридриха Августа 2-го и 1-го класса (Великое герцогство Ольденбург)
- Почётный крест Первой мировой войны 1914/1918 с мечами
- Медаль «За выслугу лет в вермахте» с 4-го по 1-й класс
- Пряжка к Железному кресту 2-го класса (15 сентября 1939)
- Пряжка к Железному кресту 1-го класса (28 сентября 1939)
- Рыцарский крест Железного креста с Дубовыми листьями
  - рыцарский крест (3 июня 1940)
  - дубовые листья (№ 111) (10 августа 1942)
- Медаль «За зимнюю кампанию на Востоке 1941/42»
- Орден Михая Храброго 3-го класса (Королевство Румыния)